# Phacelia linearis
Phacelia linearis är en strävbladig växtart som först beskrevs av Frederick Traugott Pursh, och fick sitt nu gällande namn av John Michael Holzinger. Phacelia linearis ingår i Faceliasläktet som ingår i familjen strävbladiga växter. Inga underarter finns listade i Catalogue of Life.

## Bildgalleri

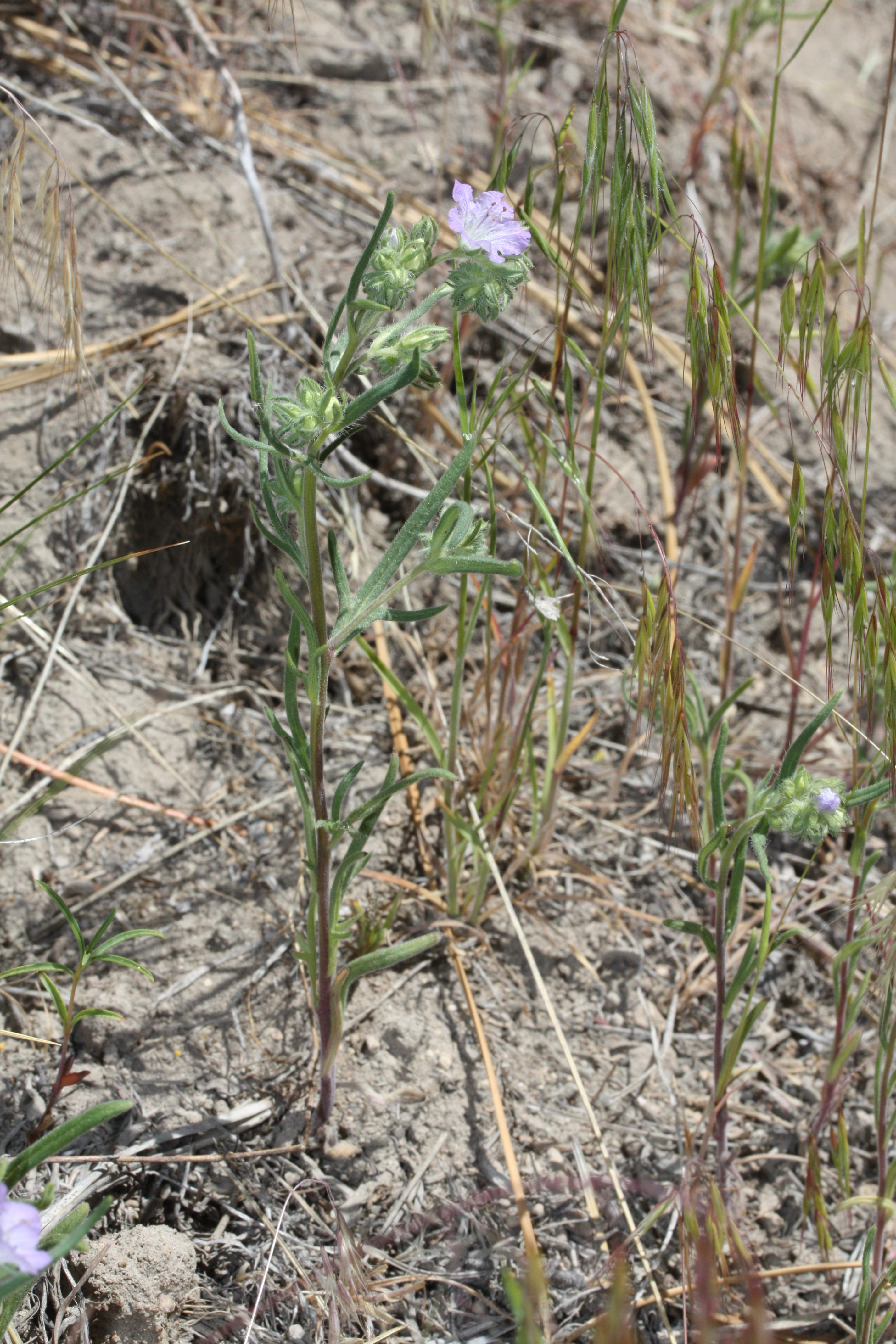
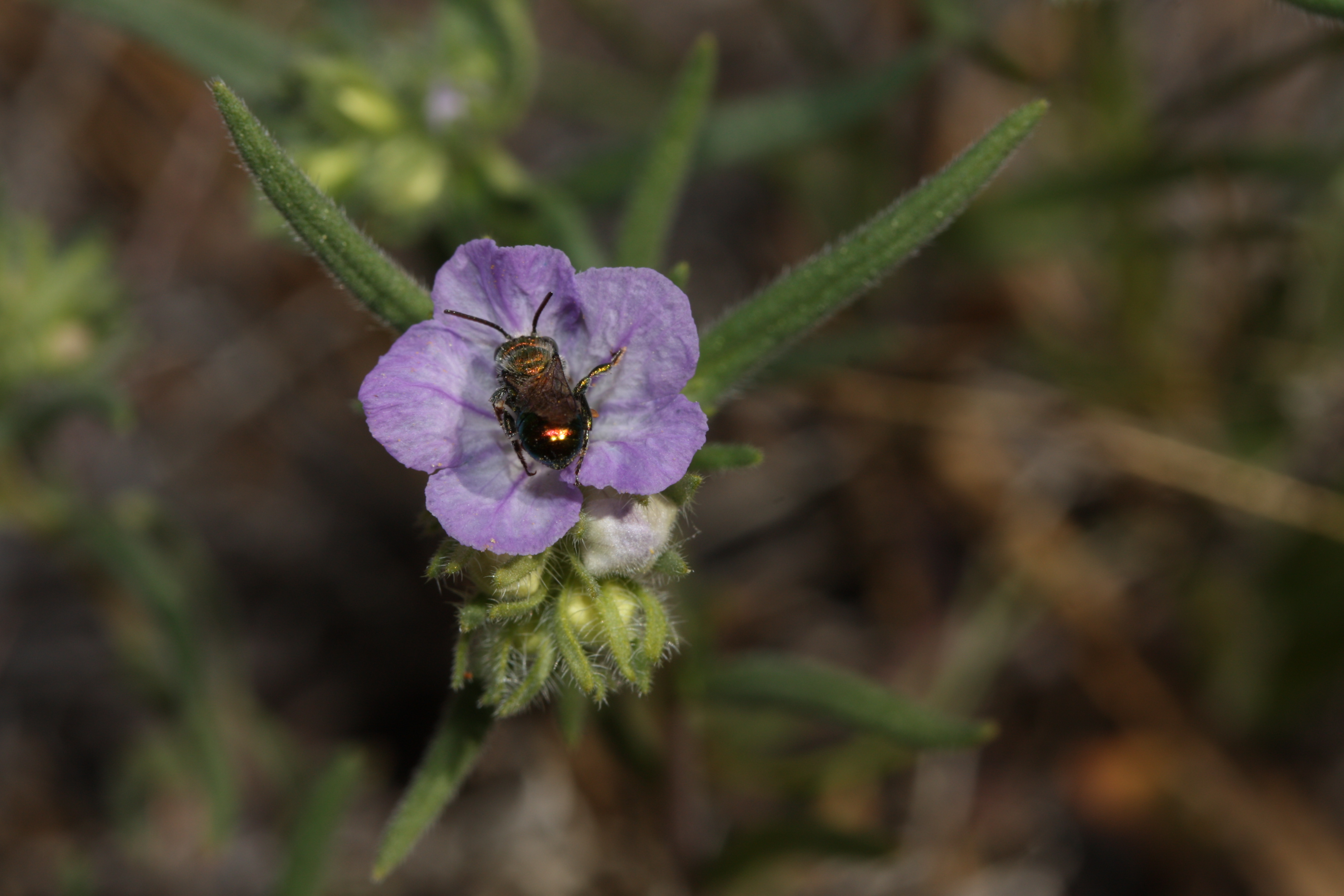
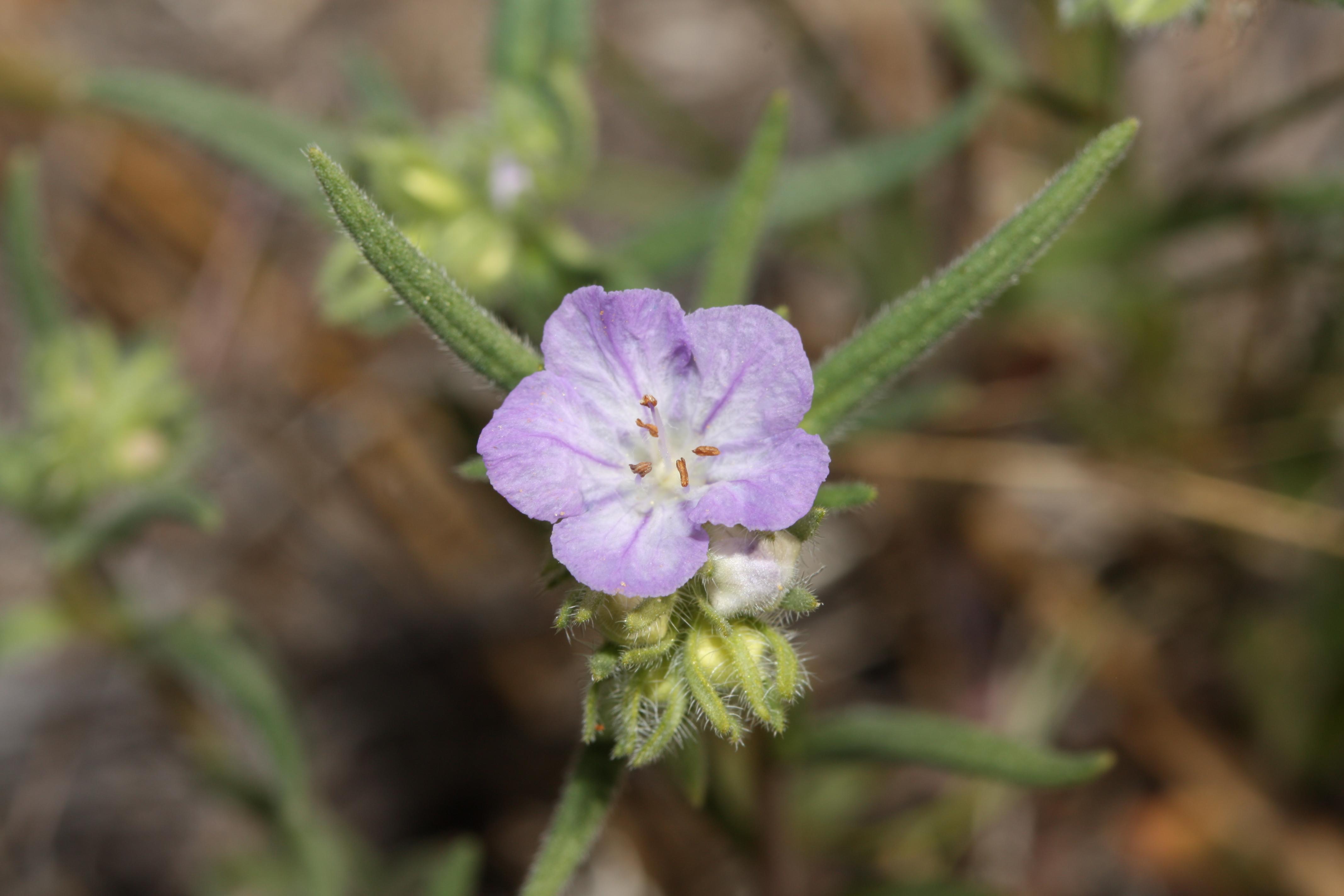
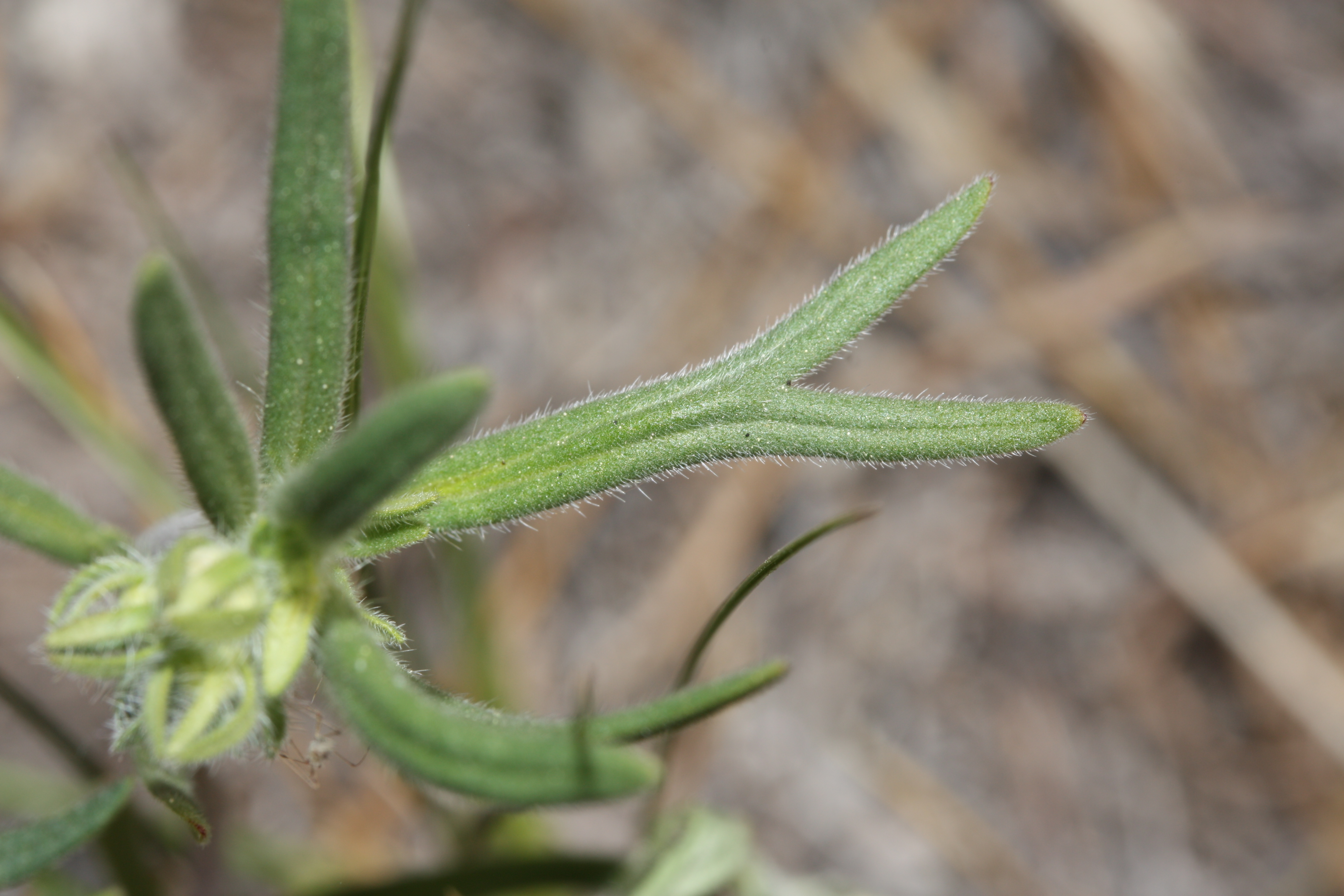
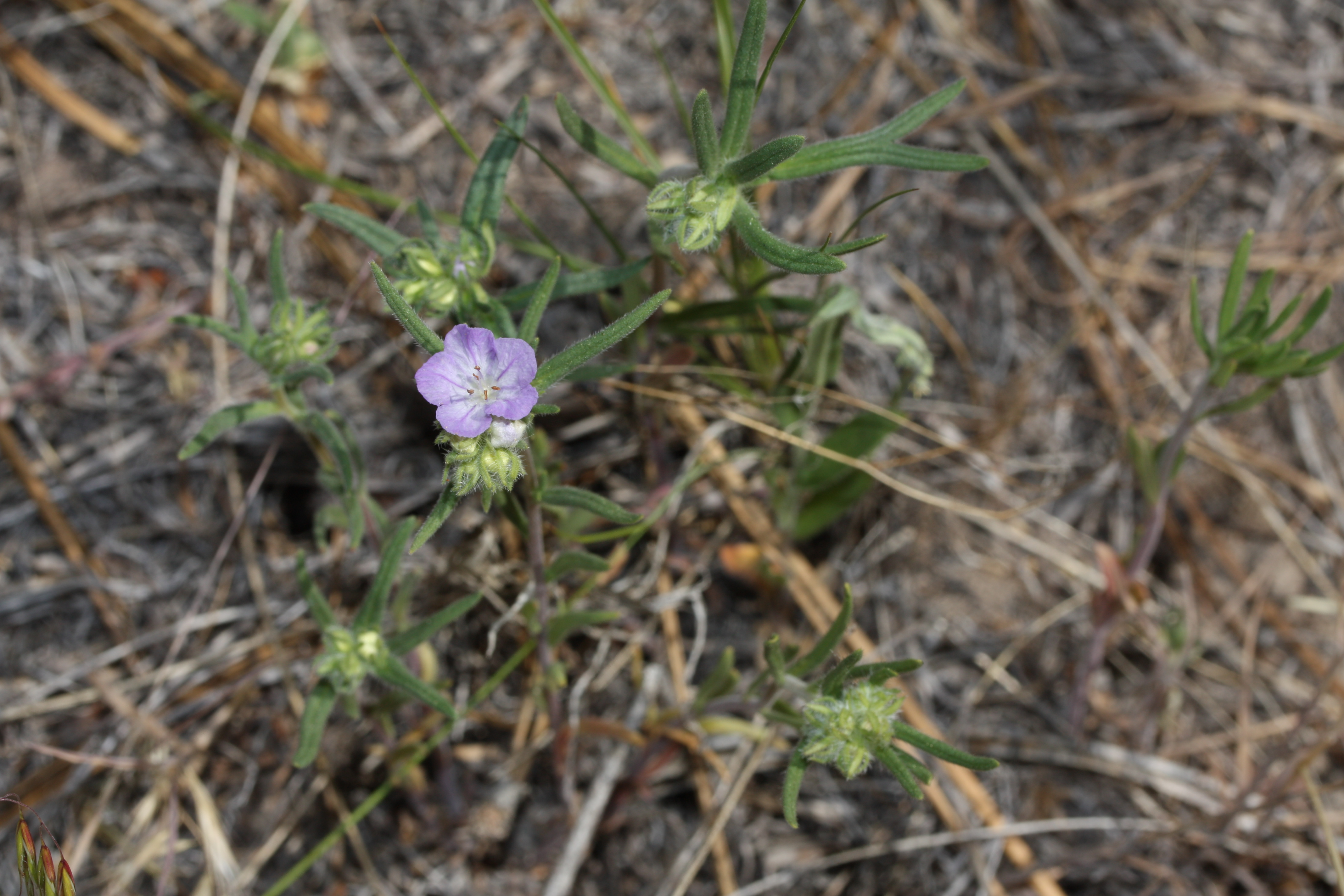
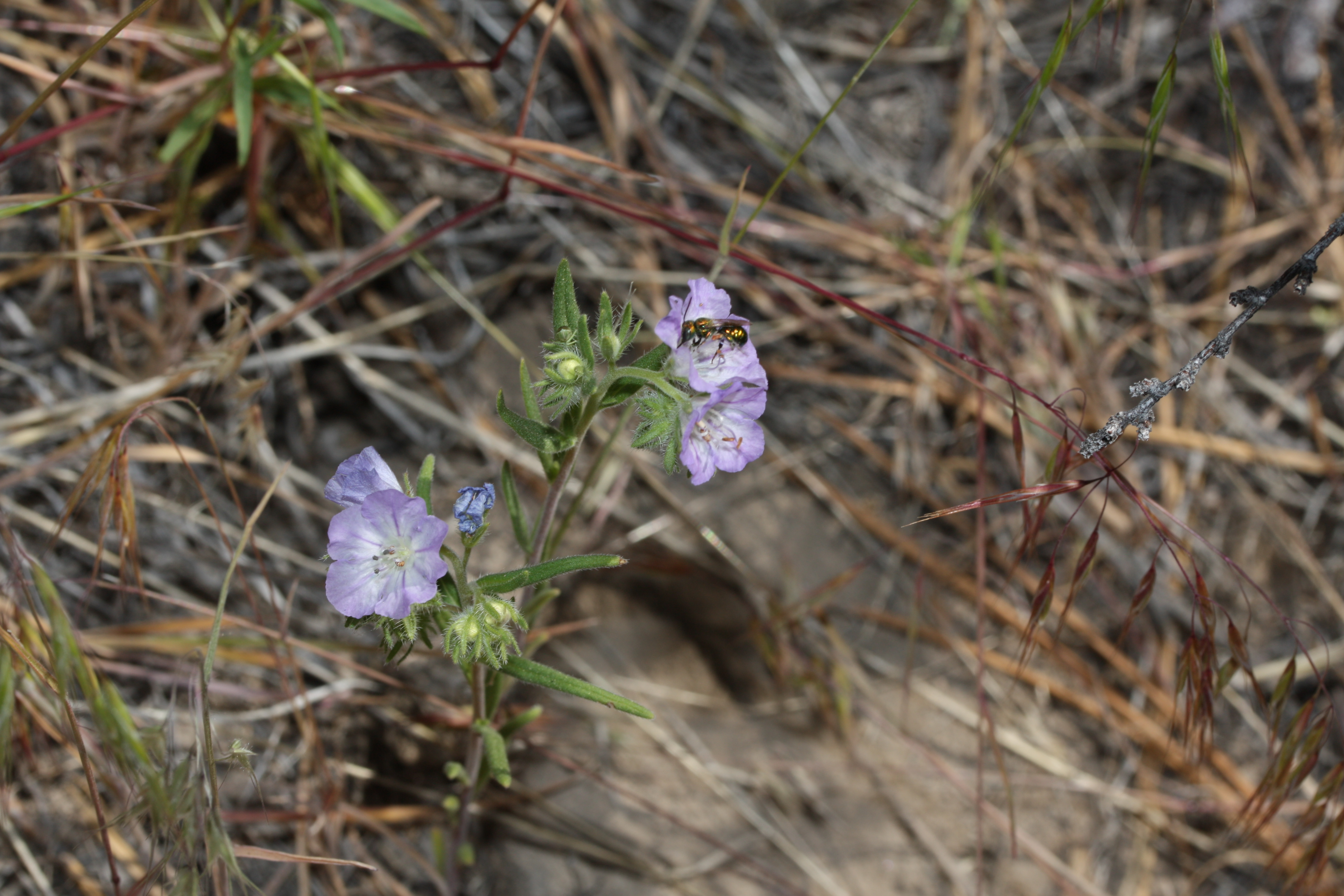